# Ibrahim Böhme
Ibrahim Böhme (Lipcse, 1944. november 18. – Neustrelitz, 1999. november 22.) német politikus, Stasi-kollaboráns, kőműves, könyvtáros és dramaturg. Ő volt a Kelet-Németországban újjáalapított Németország Szociáldemokrata Pártja első elnöke 1989 és 1990 között. Politikai pályafutása nagyjából ki is merül ennyiben, előtte számos munkával próbálkozott. Csak halála előtt vallotta be, hogy Stasi-tiszt volt.